# Прудок (Мозырский район)
Прудок (бел. Прудо́к) — агрогородок в Мозырском районе Гомельской области Республики Беларусь. В составе и административный центр Прудковского сельсовета
Поблизости от деревни месторождения железняка и бурого угля.
На въезде в Прудок установлены таблички с исторической информацией и QR-кодом о населённом пункте.

## География

### Расположение
В 9 км на запад от Мозыря, 6 км от железнодорожной станции Козенки (на линии Калинковичи — Овруч), 142 км от Гомеля.

### Гидрография
На реке Тур (приток реки Припять).

## Транспортная сеть
Транспортные связи по просёлочной, затем автодорогам, которые отходят от Мозыря. Планировка состоит из длинной прямолинейной улицы, близкой к меридиональной ориентации. Застройка двусторонняя, преимущественно деревянная, усадебного типа.

## История

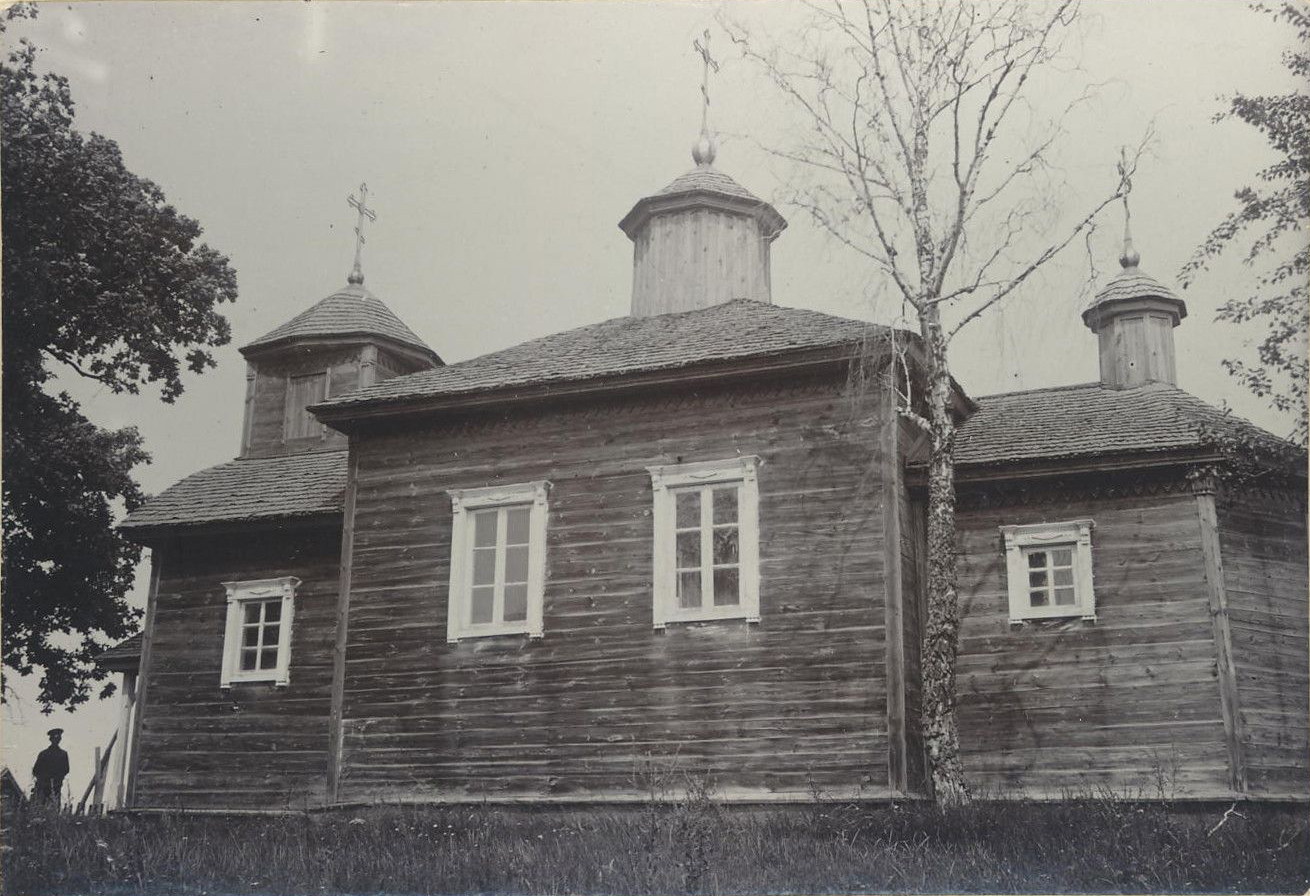

По письменным источникам известна с начала XVI века как деревня в Мозырском повете Минского воеводства Великого княжества Литовского. Под 1515 год сообщается о деревне в «Географическом словаре Королевства Польского». Обозначена на географической карте Минского воеводства конца XVII — начала XVIII века.
После 2-го раздела Речи Посполитой (1793 год) в составе Российской империи. С 1869 года действовала церковь. В 1876 году дворянин Жудро владел в деревнях Прудок и Шарейки 443 десятинами земли, помещик Кнобендорф — 180 десятинами земли, а дворянин Ленкевич в деревнях Прудок и Хомички 2985 десятинами земли и 2 трактирами. В 1885 году 2 водяные мельницы. Согласно переписи 1897 года действовали церковь, хлебозапасный магазин, постоялый двор. Рядом находилась усадьба — церковь, водяная мельница). В 1905 году открыта школа, которая размещалась в наёмном крестьянском доме, а в 1908 году для неё построено собственное здание. В 1908 году в Слобода-Скрыгаловской волости Мозырского уезда Минской губернии. В результате пожара 28 апреля 1909 года сгорело 28 дворов. Солдаты запасного полка в 1914 году разгромили усадьбу помещицы Ленкевич. В 1917 году в Слободской волости Мозырского уезда Минской губернии.
В 1922 году создана рабочая сельскохозяйственная артель «Силач». С 20 августа 1924 года центр Прудковского сельсовета Мозырского, с 5 октября 1926 года Слободского, с 4 августа 1927 года Калинковичского, с 27 сентября 1930 года Мозырского районов Мозырского (до 26 июля 1930 года и с 21 июня 1935 года по 20 февраля 1938 года) округа, с 20 февраля 1938 года Полесской, с 8 января 1954 года Гомельской областей.
В 1929 году организованы колхозы «Правда» и «X съезд Советов», работали крахмальный завод (с 1927 года), ветряная мельница, круподёрка (с 1929 года), 2 кузницы, портняжная мастерская. начальная школа в 1930-е годы преобразована в 7-летнюю (в 1935 году 195 учеников). Во время Великой Отечественной войны 10 января 1944 года освобождена от немецкой оккупации. В боях около деревни погибли 59 советских солдат (похоронены в братской могиле на кладбище). 101 житель погиб на фронте. Согласно переписи 1959 года центр Мозырской государственной зональной сортоиспытательной станции «Прудок» и подсобного хозяйства дома-общежития инвалидов.
В 2011 году деревня Прудок преобразована в агрогородок.

## Инфраструктура
Действуют подсобное хозяйство «Сельхозхимии», плодово-овощной завод, мельница, лесопилка, средняя школа, Дом культуры, библиотека, детские ясли-сад, фельдшерско-акушерский пункт, ветеринарный участок, отделение связи, магазин.

## Население

### Численность
- 2004 год — 313 хозяйств, 820 жителей.

### Динамика
- 1795 год — 32 двора, 126 жителей.
- 1834 год — 43 двора, 228 жителей.
- 1885 год — 250 жителей.
- 1897 год — 59 дворов, 384 жителя; в усадьбе 5 дворов, 20 жителей (согласно переписи).
- 1908 год — в деревне 62 двора, 466 жителей; в усадьбе 44 жителя.
- 1917 год — 577 жителей.
- 1925 год — 99 дворов.
- 1959 год — 837 жителей (согласно переписи).
- 2004 год — 313 хозяйств, 820 жителей.

## Культура
- Дом культуры
- Музей ГУО «Прудковская средняя школа Мозырского района»